# Outlaw Gentlemen and Shady Ladies
Albums de Volbeat
Live from Beyond Hell/Above Heaven
(2011) Seal the Deal and Let's Boogie
(2016)
Singles
1. Cape of Our Hero
Sortie : 15 mars 2013
2. The Hangman's Body Count
Sortie : 5 avril 2013
3. Lola Montez
Sortie : 14 juin 2013
4. Lonesome Rider
Sortie : 31 octobre 2013
5. Dead But Rising
Sortie : 11 janvier 2014
6. The Sinner Is You
Sortie : 3 avril 2014

Outlaw Gentlemen & Shady Ladies est le cinquième album studio du groupe danois de heavy metal Volbeat publié le 9 avril 2013 par Rebel Monster Records et Mascot Records aux États-Unis et par Vertigo Records et Universal Records en Europe. C'est le premier album avec Rob Caggiano à la guitare.

## Parution et réception

### Classements et certifications
| Classement musical                 | Meilleure position |
| ---------------------------------- | ------------------ |
| Allemagne (Media Control AG)       | 1                  |
| Autriche (Ö3 Austria Top 40)       | 1                  |
| Belgique (Flandre Ultratop)        | 10                 |
| Belgique (Wallonie Ultratop)       | 46                 |
| Canada (Canadian Albums)           | 1                  |
| États-Unis (Billboard 200)         | 9                  |
| Danemark (Tracklisten)             | 1                  |
| Finlande (Suomen virallinen lista) | 2                  |
| France (SNEP)                      | 112                |
| Hongrie (Mahasz)                   | 28                 |
| Norvège (VG-lista)                 | 1                  |
| Pays-Bas (Mega Album Top 100)      | 4                  |
| Suède (Sverigetopplistan)          | 4                  |
| Suisse (Schweizer Hitparade)       | 1                  |

| Pays     | Ventes   | Certifications |
| -------- | -------- | -------------- |
| Danemark | 10 000 + | Or             |

## Fiche technique

### Liste des chansons
Toutes les paroles sont écrites par Michael Poulsen, toute la musique est composée par Volbeat sauf contre-indication.
| No  | Titre                                                           | Paroles                       | Musique                       | Durée |
| --- | --------------------------------------------------------------- | ----------------------------- | ----------------------------- | ----- |
| 1.  | Let's Shake Some Dust                                           |                               | Michael Poulsen, Rob Caggiano | 1:28  |
| 2.  | Pearl Hart                                                      |                               |                               | 3:27  |
| 3.  | The Nameless One                                                |                               |                               | 3:53  |
| 4.  | Dead But Rising                                                 |                               |                               | 3:35  |
| 5.  | Cape of Our Hero                                                |                               |                               | 3:49  |
| 6.  | Room 24 (avec King Diamond)                                     | Michael Poulsen, King Diamond |                               | 5:07  |
| 7.  | The Hangman's Body Count                                        |                               |                               | 5:15  |
| 8.  | My Body                                                         | Young the Giant               | Young the Giant               | 3:42  |
| 9.  | Lola Montez                                                     |                               |                               | 4:28  |
| 10. | Black Bart                                                      |                               |                               | 4:48  |
| 11. | The Lonesome Rider (avec Sarah Blackwood de Walk off the Earth) |                               | Michael Poulsen, Rob Caggiano | 4:05  |
| 12. | The Sinner Is You                                               |                               | Michael Poulsen, Rob Caggiano | 4:15  |
| 13. | Doc Holliday                                                    |                               |                               | 5:46  |
| 14. | Our Loved Ones                                                  |                               |                               | 4:51  |

### Crédits
Volbeat
- Michael Poulsen – chant, guitare rythmique
- Anders Kjølholm – basse
- Jon Larsen – batterie
- Rob Caggiano – guitare

Musiciens additionnels
- King Diamond – chant sur Room 24
- Sarah Blackwood – chant sur Lonesome Rider
- Paul Lamb – harpe
- Anders Pedersen – guitare avec bottleneck
- Jakob Øelund – contrebasse
- Rod Sinclair – banjo